# Bors (Artussage)

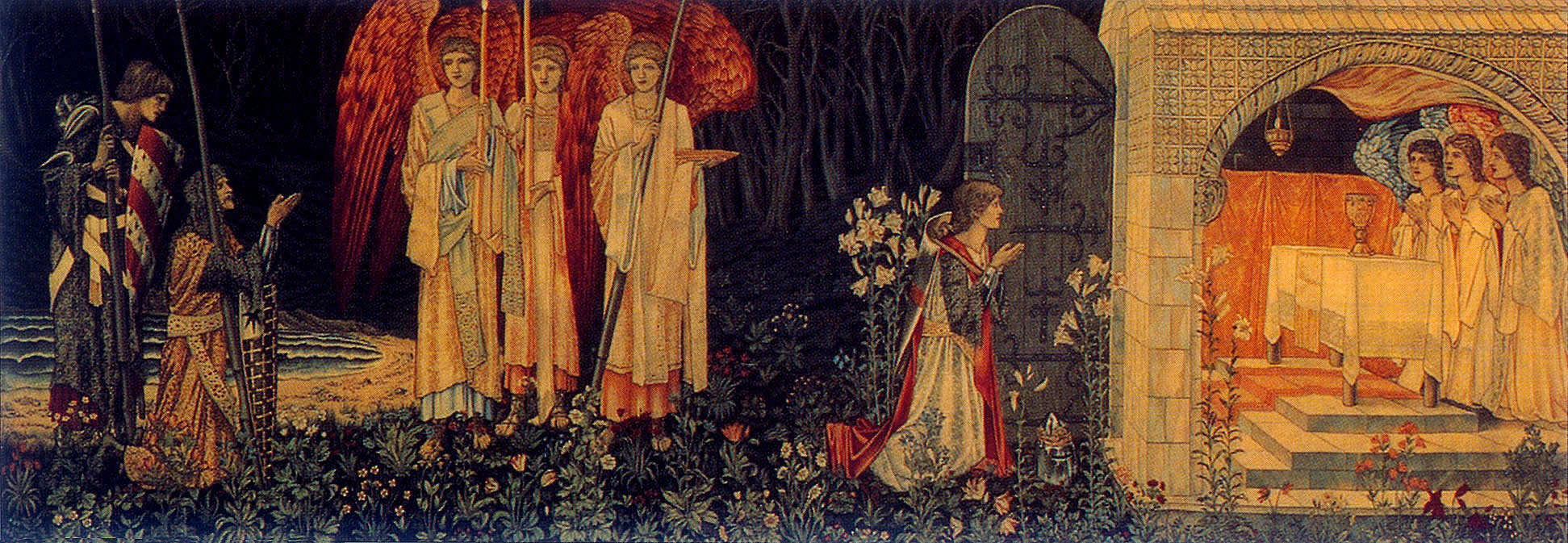
Galahad, Bors d. Jüngere und Parzival erreichen den Gral

Bors (Aussprache ['bɔrz], auch Bors de Ganis, französisch Bohort) ist der Name zweier Ritter der Tafelrunde in der Artussage, einmal „Bors der Ältere“ und „Bors der Jüngere“.

## König Bors der Ältere
Bors der Ältere ist zu Beginn der Herrschaft von König Artus der König der Gaunnen oder Gallier. Er ist der Bruder des Königs Ban von Benoic. Die Gaunnen entstammen den fränkischen Reichen von Neustrien, den Niederlanden, der Normandie, der Bretagne und Westfrankreich.
Als Bruder des Königs Ban ist er der Onkel Lanzelots und Hectors de Maris. Er ist mit Evaine, der Schwester von Bans Gattin Elaine, vermählt und hat zwei Söhne. Dies sind Bors der Jüngere und Lionel. Ban und Bors wurden schon sehr früh zu Verbündeten von König Artus, als dieser sich gegen elf aufständische Könige Britanniens, darunter Lot von Orkney, Urien, und Caradoc, verteidigen musste. Im Gegenzug versprach Artus ihnen im Kampf gegen ihren Feind Claudas beizustehen, der nach ihrem Land trachtete. Artus jedoch kommt zu spät, um sein Versprechen einzulösen, und Claudas gelingt die Invasion, was den Tod der Könige Bors und Ban zur Folge hat. Bans Sohn Lanzelot wird daher von der „Herrin vom See“ großgezogen, während die Söhne Bors in der Gefangenschaft von Claudas’ Gefolge aufwachsen.

## Sir Bors der Jüngere
Bors der Jüngere ist der Sohn Evaines und Königs Bors (dem Älteren), der ein Verbündeter Artus’ im Kampf um die Vorherrschaft in England ist. Von diesem erbt Bors den Thron von Gallien. Sir Bors und Sir Lionel leben viele Jahre an Claudas’ Hof. Schließlich lehnen sie sich gegen diesen auf und erschlagen dessen gemeinen Sohn Dorin. Bevor Claudas Vergeltung üben kann, werden die Jungen von einem Diener der Herrin des Sees gerettet und durch Magie fortgebracht, um gemeinsam mit ihrem Cousin Lanzelot aufzuwachsen. Sie wachsen zu ausgezeichneten Rittern heran und gehen später nach Camelot, um sich der Gefolgschaft des Königs Artus anzuschließen. Bors ist mit einer markanten Narbe auf seiner Stirn gezeichnet. Er beteiligt sich an den meisten Schlachten des Königs Artus und erobert letztendlich die Ländereien seines Vaters von Claudas zurück. Bors zeugt, durch einen magischen Ring verführt, mit der Tochter des Königs Brandegoris zu schlafen, einen Sohn, der Sir Elyan der Weiße genannt wird. Diesen führt er später in die Tafelrunde ein.

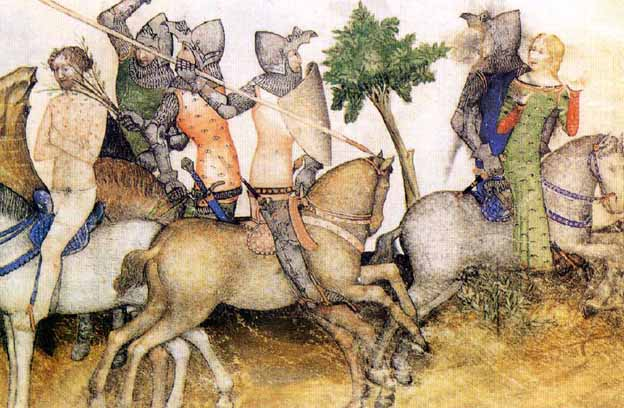
Bors rettet eine Jungfrau, anstatt seinen Bruder Lionel zu befreien

Viele Legenden erzählen von seinem tugendhaften Charakter.
- Bors wird immer als einer der Edelsten der Tafelrunde dargestellt, aber seine wahre Herrlichkeit erlangt er in den Erzählungen von Thomas Malory bei der Gralssuche, wo er sich als würdig genug erweist, um die Gral-Mysterien gemeinsam mit den Rittern Lanzelot, Galahad und Parzival zu bezeugen. Sie bringen den Gral nach Sarras, einer mystischen Insel im Nahen Osten. Je nach Überlieferung soll er der einzige der drei Gralsfinder gewesen sein, der später nach Camelot zurückkehrt.
- Einmal nähert sich Bors beispielsweise eine Lady, die schwört Selbstmord zu begehen, wenn er nicht mit ihr schläft. Er weigert sich, sein Gelübde des Zölibats zu brechen und die Dame und ihre Jungfrauen drohen, sich selbst von den Zinnen der Burg zu stürzen. Als sie hinabspringen, geben sie sich als Dämonen zu erkennen, die gekommen sind, um ihn zu betrügen, indem sie an sein Mitgefühl appellieren.[2]
- Ein anderes Mal muss Bors sich zwischen Rettung seines Bruders Lionel, der mit Dornenruten von einem Raubritter namens Turquine in die eine Richtung gepeitscht wird, und der Befreiung eines jungen Mädchens, das von einem anderen gemeinen Ritter in der entgegengesetzte Richtung entführt wird, entscheiden. Bors entscheidet sich für die hilflose Maid, betet aber inständig für die Verschonung seines Bruders. Lionel entkommt seinen Peinigern und versucht, Bors zu töten. Dieser weigert sich jedoch seine Waffe gegen ein Familienmitglied zu erheben. Sir Calogrenant, ein Ritter der Tafelrunde, und ein religiöser Einsiedler versuchen einzuschreiten, aber Lionel tötet sie beide, als sie ihm in die Quere kommen. Bevor er seinen Bruder töten kann, schlägt Gott ihn jedoch mit einer lähmenden Feuersäule in Bann.[3]
- In Thomas Malorys Le Morte Darthur stimmt Sir Bors zu für Guinevere im Turnier zu kämpfen, als sie beschuldigt wird, versucht zu haben, einen Ritter zu vergiften. Bors zögert zunächst, da ihr bevorzugter Ritter Sir Lancelot Camelot bereits wegen Guinevere verlassen musste. Doch hat er Mitleid, als Artus sieht, wie Guinevere flehend vor ihm kniet. Er bereitet sich gerade vor, das Turnier zu bestreiten, als Lanzelot kommt, um seinen Platz einzunehmen. Wie der Rest seiner Familie geht Bors mit Lancelot ins Exil, als seine Affäre mit Guinevere herauskommt. Er hilft ebenfalls bei der Rettung der Königin vor ihrer Hinrichtung auf dem Scheiterhaufen. Im anschließenden Krieg zwischen Lanzelot und Artus wird Bors zu einem der engsten Berater Lanzelots und zum Herrscher von Claudas' ehemaligen Ländereien.
- In der Schlacht von Camlann kämpft er auf der Seite von Artus gegen Mordred. Sir Lionel wird hierbei durch Melehan getötet. Gemeinsam mit seinem Vetter Lanzelot erschlägt er nach der Schlacht Mordreds Söhne Melehan und Melou.
- In T.H. Whites The Once and Future King wird Bors als „frauenfeindlich“ oder „beinahe Jungfräulich“ und stets „griesgrämig“ beschrieben.

### Darstellung im Film
- In Monty Python and the Holy Grail (von 1975) ist Sir Bors (Terry Gilliam) der erste Ritter der Tafelrunde, der dem Killerkaninchen von Caerbannog zum Opfer fällt (er wird schnell enthauptet, bevor er einen einzigen Schlag versuchen kann).
- In der Verfilmung King Arthur (von 2004) sind nur wenige Gemeinsamkeiten mit dessen traditionellem fast heiligen Charakter zu finden. Hier wird Bors (Ray Winstone) als dreist, fett und gewalttätig dargestellt. Er ist dort der Waffenbruder von Dagonet (Ray Stevenson), hat eine einheimische Liebhaberin Vanora und mehr als zehn uneheliche Kinder.